# Polyortha marmarodes
Polyortha marmarodes es una especie de polilla de la familia Tortricidae. Se encuentra en Colombia.